# Kantanos-Selino
Kantanos-Selino (in greco Κάντανος-Σέλινο?) è un comune della Grecia situato nell'isola di Creta (unità periferica di La Canea) con 5.431 abitanti secondo i dati del censimento 2011.
È stato istituito a seguito della riforma amministrativa detta Programma Callicrate in vigore dal gennaio 2011 che ha abolito le prefetture e accorpato numerosi comuni. Il comune nasce dalla fusione di tre ex-comuni: Kantanos (Κάντανος), Pelekanos (Πελεκάνος) e Anatoliko Selino (Ανατολικό Σέλινο). 

## Il comune
Il comune si trova nella parte sud-ovest dell'isola di Creta e si affaccia sul Mar Libico ed è composto da due centri principali: Paleochora, sul mare e Kandanos, nell'entroterra. Confina con i comuni di Kissamos a nord-ovest, Platanias a nord e con il comune di Sfakia ad est.
L'economia del comune si basa sull'agricoltura (colture in serra e olive), sul bestiame (ovini e caprini) e sul turismo. Molte spiagge del comune hanno ottenuto la bandiera blu come Grammeno, Pahia Ammos, Krios e Halikia. Esse sono un'attrazione per migliaia di visitatori ogni anno.
Oltre alle idilliache spiagge il comune di Kantanos-Selino presenta anche spettacolari itinerari di montagna adatti per gli escursionisti come la gola di Agia Irini, che parte dall'omonimo villaggio e termina al mare (percorribile in 2-3 ore di cammino). All'uscita della gola nel Mar Libico si trova l'insediamento costiero di Sougia, con una grande spiaggia, che presenta un notevole traffico turistico nei mesi estivi, con diversi bar, taverne e caffè. Un'altra gola alla periferia del comune è quella di Tripiti, inaccessibile ai non specialisti.
Alla periferia del comune si trovano i siti archeologici di Elisiani (vicino a Rodovani, oggi rimangono soltanto le rovine), Siria (a Sougia, porto di Elisiani), Lissos (a ovest di Sougia e ad est da Paleochora, raggiungibile in barca dal porto di Elisiani oppure seguendo il sentiero europeo E4), dove è conservato un antico Asclepion, con ancora i mosaici e parti delle pareti (Lissos era famosa in tutta l'isola poiché molti pellegrini venivano qui per le proprietà miracolose della fonte che sgorga proprio accanto al Santuario di Asclepio), la necropoli di età romana e la chiesa di Agios Kirikos, dedicata alla Madonna, costruita con pezzi provenienti dal tempio di Ascelpio), Vienna (ad est di Sougia) e Yrtakina (vicino a Temenia, dove si conservano ancora le mura ciclopiche). A Temenia ci sono sorgenti termali, da cui vengono prodotte le omonime bibite analcoliche. Ci sono molte chiese bizantine affrescate come Agios Onofrios a Kampanos e Aghia Irini a Sougia. Il più grande festival della zona si svolge il 24 agosto ad Agios Eftychi a Tsiskiana, il santo patrono di tutta la provincia di Selino, che riunisce una grande folla.

## Storia

### Storia di Pelekanos
Nell'antichità a nord di Paleochora c'era l'antica città di Kalamydi, di cui oggi è rimasto ben poco. L'attuale penisola, dove sorge il paese, non esisteva nell'antichità e la collina dove si trova la fortezza veneziana era una piccola isola fino a quando il fondale marino fu sollevato da un forte terremoto nel giugno 365 d.C., che causò inoltre un potente tsunami che si abbatté su Alessandria d'Egitto. La posizione strategica della zona indusse i veneziani, guidati dal generale Marino Grandenigo, sotto il potere del doge Giovanni Dandolo, a costruire una fortezza nel 1282 per controllare i traffici e l'area sud-ovest dell'isola che i veneziani avevano colonizzato nel 1204. La fortezza prese il nome di Castel Selino, un riferimento a un prodotto agricolo della zona, il sedano. La fortezza diede il nome all'intera area, conosciuta oggi come Selino. Il forte fu distrutto durante una rivolta contro i veneziani nel 1332 da Varda Kallergi e dai suoi uomini. La fortezza fu ricostruita nel 1334, a opera dei veneziani, ma nel 1536, la fortezza fu nuovamente distrutta dall'ammiraglio ottomano Ariadeno Barbarossa. Il forte fu successivamente ricostruito nel 1595.
Quando Venezia incominciò a perdere il dominio sull'isola, la fortezza fu occupata dai turchi ottomani nel 1653, che vi apportarono alcune modifiche alla struttura del forte. Essi costruirono anche un insediamento al suo interno (di cui oggi rimangono solo le fondamenta). Dopo qualche decennio, dopo ripetute catastrofi, gli ottomani decisero di abbandonare l'area. Il paese rimase disabitato e andò in rovina. Quando il viaggiatore inglese Robert Pashley visitò nel 1834, trovò solo le rovine della fortezza e dei pochi insediamenti costruiti ai piedi della collina. Prima del 1866, c'erano solo strutture temporanee nell'area per far alloggiare gli agricoltori locali, per lo stoccaggio di forniture, strumenti e stalle. La zona fu ancora una volta abitata dai commercianti di olio d'oliva, poiché Paleochora iniziò ad essere utilizzata come porto per l'esportazione di olio d'oliva dell'area sud occidentale dell'isola, poiché era più facile da trasportare rispetto a Chania, che si trovava molto più lontano dai luoghi della produzione dell'olio. È menzionato come villaggio per la prima volta nel censimento del 1881. Nel 1897, durante la Rivoluzione cretese del 1895-1898, l'esercito turco massacrò i cristiani di Paleochora, fuggì dal castello, e partì sulle navi delle Grandi Potenze. Dopo l'unione di Creta con la Grecia nel 1908, il porto di Paleochora fiorì sempre di più grazie ai collegamenti in traghetto con il porto del Pireo. Nel 1941, durante l'occupazione tedesca, i tedeschi dopo aver combattuto e conquistato l'area arrestarono 29 sospetti per resistenza. Essi furono incarcerati e giustiziati. Dopo l'occupazione, Paleochora iniziò a svilupparsi come centro turistico, che oggi, oltre alla pesca e all'agricoltura, è uno dei settori più importanti del territorio.

### Storia di Kantanos
Kantanos fiorì sotto l'età romana e bizantina. Nei primi anni cristiani era la sede di una diocesi. Il suo vescovo partecipò al primo Concilio ecumenico di Nicea, nel 325 d.C. Sfortunatamente, non sono stati ancora effettuati scavi sistematici per portare in superficie gli edifici di epoca romana. In alcuni scavi però, sono stati scoperti un pavimento a mosaico romano, tubature dell'acqua, ecc. I monumenti più importanti di Kandanos sono le chiese bizantine. La chiesa bizantina più importante è la chiesa di Sant'Anna ad Anisaraki. All'ingresso vi è un'immagine con Sant'Anna che allatta al seno la Vergine Maria. È un'agiografia rara e molti turisti la visitano ogni anno. Altre chiese bizantine sono quelle di San Giorgio, dell'Arcangelo Michele a Kavalariana, Santa Caterina, della Vergine ad Anisaraki, Agia Kyriaki a Benoudiana e altre ancora.

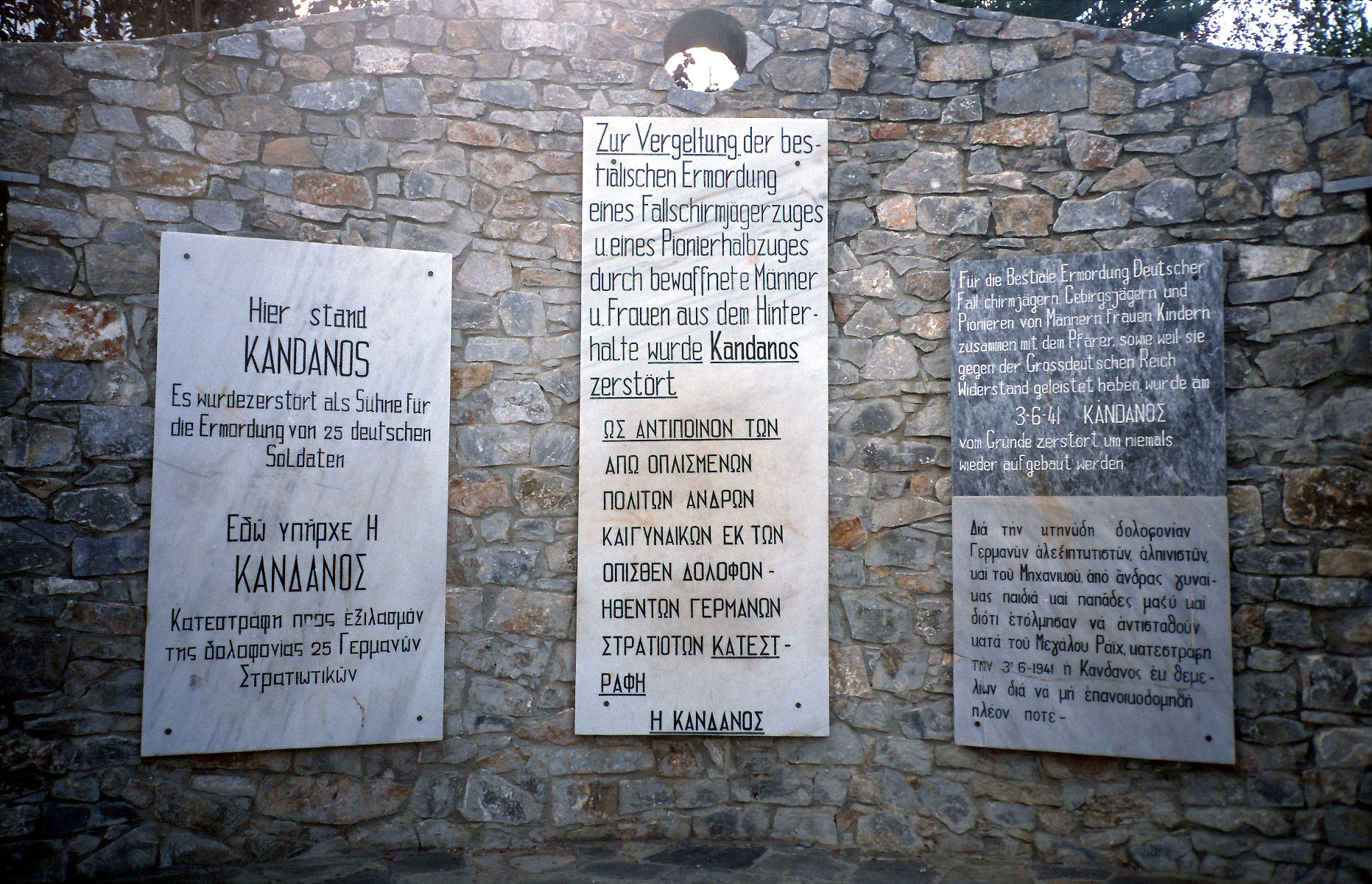
Memoriale dell'eccidio di Kantanos

Durante l'occupazione turca, fu la sede di un comandante turco. La sua sede era sulla collina, dove oggi si trovano la stazione di polizia e la scuola elementare. Nel 1866, Kantanos divenne uno dei fuochi della Rivoluzione cretese (1866-1869). Nella Seconda Guerra Mondiale fu distrutta dai tedeschi. Il 23 maggio 1941, durante la Battaglia di Creta, Floria fu il luogo di una feroce battaglia tra l'avanzata delle truppe tedesche e la popolazione locale, che spontaneamente decise di resistere. Per rappresaglia, alcuni giorni dopo, il 3 giugno del 1944, le forze tedesche uccisero diversi abitanti del villaggio, circa 180, durante un'operazione che portò alla demolizione di Kantanos, poiché gli abitanti avevano ucciso ben 25 tedeschi nella gola di Floria. Oggi vi è stato eretto un memoriale ad eterna memoria, ove sono esposte le riproduzioni dei cupi cartelli della Wehrmacht per commemorare la distruzione del villaggio.
Oggi Kantanos è stata ricostruita ed è la seconda sede comunale.

## Monumenti di interesse

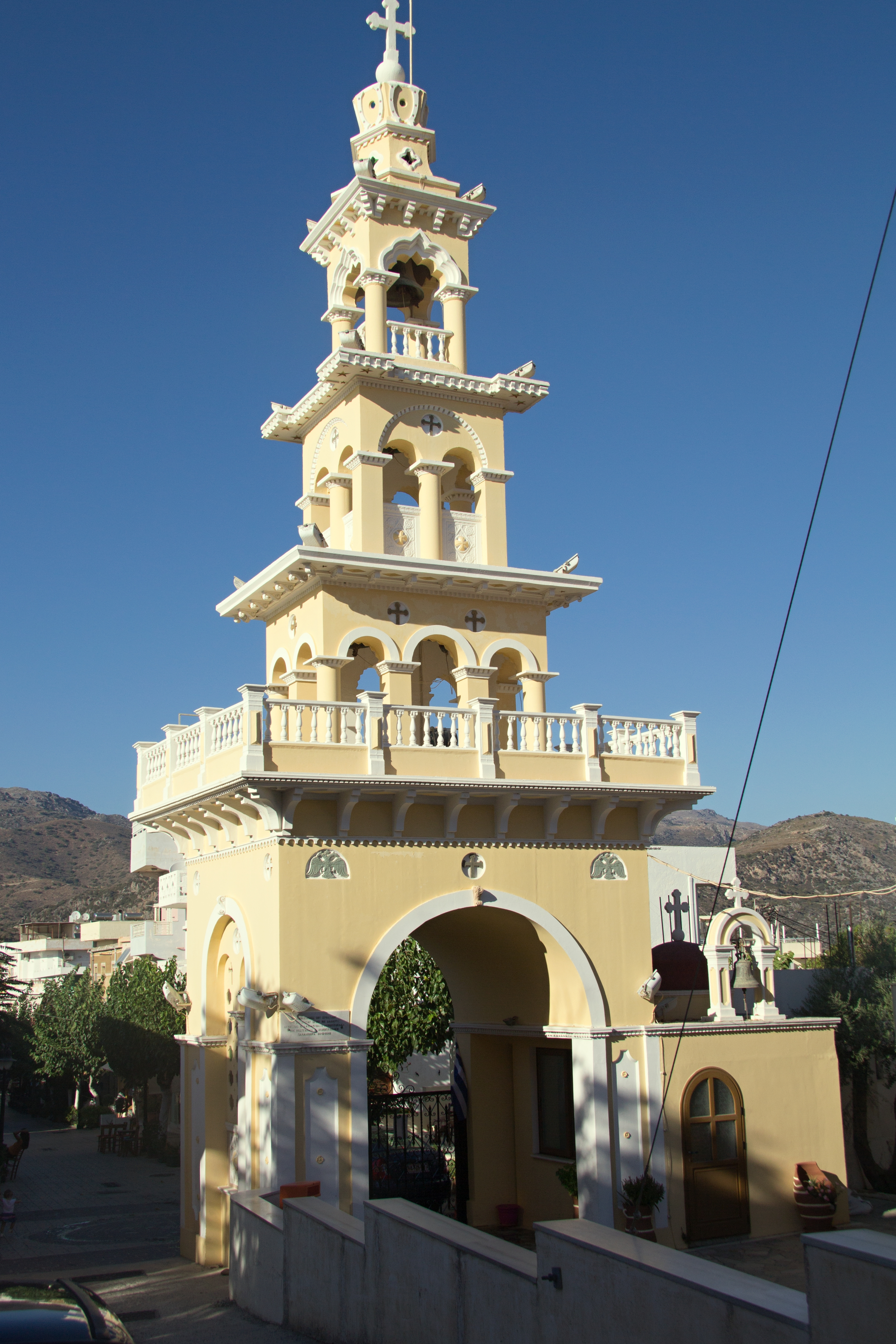
Campanile della chiesa ortodossa dell'Annunciazione a Paleochora

### Architetture religiose
- Chiesa dell'Annunciazione, Paleochora
- Chiesa di San Giorgio, Paleochora
- Chiesa di Sant'Irene, Sougia
- Chiesa di San Giorgio, Anidri
- Monastero dei 99 Santi Padri, Azogires
- Grotta dei 99 Santi Padri, Azogires
- Chiesa di San Giorgio, Azogires
- Chiesa di San Teodoro, Azogires
- Cappella di San Onofrio
- Chiesa di Santa Marina, Platanes
- Chiesa di San Demetrio, Platanes
- Chiesa della Vergine, Platanes
- Chiesa della Vergine, Rodovani
- Chiesa dell'Acensione di Kandanos
- Chiesa di San Constantino di Kampanos

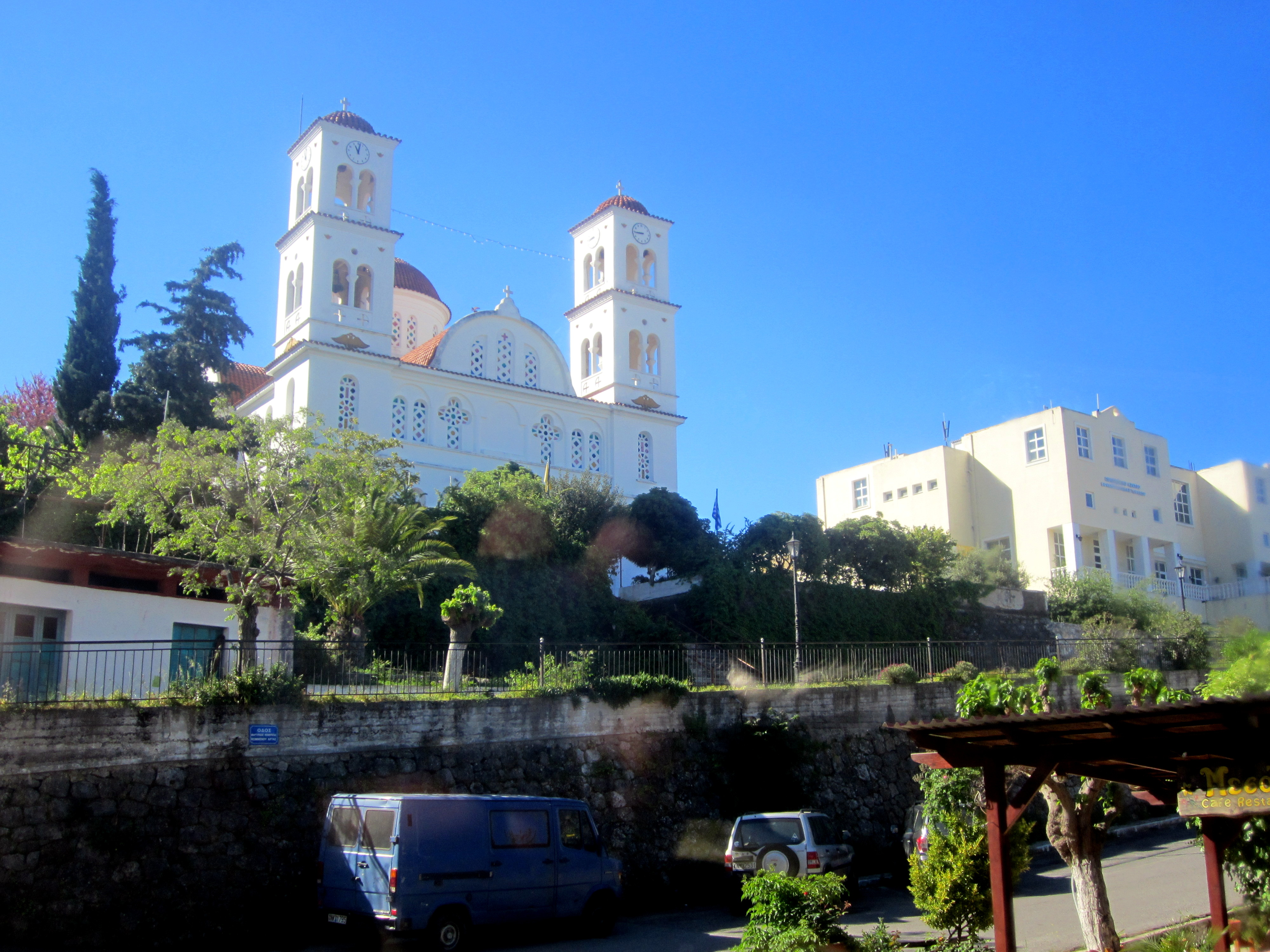
Chiesa dell'Ascensione di Kantanos

- Chiesa di San Antonio, Agia Irini

### Architetture civili
- Municipio, Paleochora
- Forte Selino, Paleochora
- Monumento al milite ignoto, Paleochora
- Statua a Kostantinos Kriaris
- Museo degli Acritani, Paleochora
- Forte di Anidri
- Museo della Scuola di Voutas
- Memoriale di Guerra, Kandanos
- Museo dedicato alla Seconda Guerra Mondiale, Sougia
- Monumento ai caduti, Rodovani
- Monumento ai deportati di Selino orientale, Koustogerako
- Monumenti ai soldati inglesi, australiani e neozelandesi, Azogires

### Il monastero e la leggenda dei 99 Santi Padri di Azogires

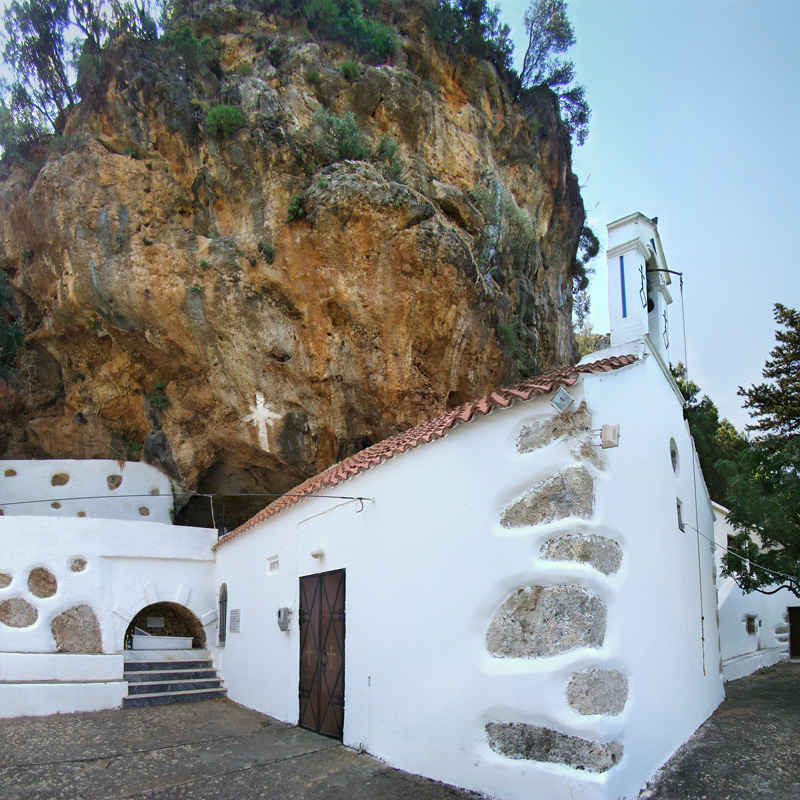
Il monastero dei 99 Santi Padri

Il Monastero dei 99 Santi Padri si trova vicino al villaggio di Azogyres, ad una decina di chilometri da Paleochora. Il complesso fu costruito nel 1864 da Konstantinos Kriaris nel luogo in cui, secondo la tradizione, vivevano i 99 Santi Padri, guidati da San Giovanni Eremita, uno dei più noti santi di Creta, che è considerato il fondatore dell'ascetismo sull'isola. Nel monastero c'è un piccolo museo con cimeli religiosi, oggetti storici e folcloristici.
Secondo la tradizione, all'inizio del 1600, 36 eremiti lasciarono l'Egitto e arrivarono a Cipro, alla ricerca di un luogo solitario per dedicarsi alla ricerca di Dio. La loro fama si diffuse in tutta l'isola e molti ciprioti li visitarono per ammirare il loro stile di vita. Durante il periodo di permanenza sull'isola di Cipro si aggiunsero al gruppo altri 38 eremiti ciprioti. Alla ricerca di un altro luogo remoto in cui vivere, i 75 Padri emigrarono ad Antalya, sulle attuali coste della Turchia, dove si aggiunsero altri 24 Padri. Giunto finalmente il numero che oggi conosciamo, i 99 Padri decisero di emigrare altrove e di non aggiungere altri eremiti, poiché il centesimo membro sarebbe stato Gesù Cristo.
La loro prossima tappa doveva essere Creta. I monaci scelsero inizialmente la sua parte più orientale, nelle zone di Sitia e Agios Nikolaos. Tuttavia, una tempesta, durante la traversata in mare, li costrinse a gettare l'ancora a Gavdos, l'isola più a sud d'Europa, molto vicina alle coste occidentali di Creta. Vi rimasero per 24 giorni fino a quando il mare si calmò e concesse loro di ripartire per ricongiungersi a San Giovanni Eremita. Successivamente partirono per la parte opposta dell'isola rispetto alle loro iniziali decisioni, nella zona di Sfakia, ma quando arrivarono si resero conto che Giovanni era scomparso e lo aspettarono sulle coste di Sfakia. San Giovanni usò il suo mantello come una barca, il suo bastone come un albero e la sua veste come una vela, e raggiunse Sfakia. Dopo questo miracolo, tutti insieme esplorarono l'area occidentale dell'isola e alla fine si stabilirono nella grotta di Azogires e sotto un monumentale platano, luogo in cui oggi sorge il monastero dei 99 Santi Padri.
San Giovanni Eremita cercò l'assoluto isolamento e decise di ritirarsi in un altro posto, completamente solo. Alla loro ultima comune preghiera, i Padri implorarono Dio di esaudire un desiderio: tutti loro avrebbero dovuto morire insieme nello stesso giorno. San Giovanni Eremita lasciò indietro i 98 Padri, girovagò per Marathokefala (vicino Kissamos), dove ebbe rifugio in una grotta, e infine arrivò nella penisola di Akrotiri, dove visse per molti anni nella grotta odierna del monastero Katholiko, vicinissimo al più celebre monastero del Gouverneto.
Un giorno, mentre San Giovanni Eremita stava raccogliendo verdure per il pranzo, un pastore pensò che San Giovanni Eremita, che era chino, fosse una capra e, per sbaglio, lo colpì con il suo arco. San Giovanni Eremita tornò ferito nella sua caverna e il pastore seguì la sua traccia di sangue, chiedendogli perdono. San Giovanni morì poco dopo aver sentenziato: "Ti perdono, ma più importante è che Dio che ama la salvezza delle persone accetterà il tuo pentimento".
I pellegrini quando appresero della morte di San Giovanni Eremita raggiunsero la sua grotta, da cui emerse un intenso odore d'incenso e alcuni pellegrini affetti da malattie riguadagnarono la loro salute. Allo stesso tempo della morte di Giovanni, i 98 Padri nella grotta di Azogyres morirono. In effetti fu una morte così improvvisa che molti di loro erano seduti o stavano pregando. Dopo le loro morti e quella di San Giovanni l'Eremita furono costruite una serie di cappelle ad Akrotiri e ad Azogyres.

## Amministrazione
Il comune di Kantanos-Selino è diviso in 14 comunità locali, appartenenti ognuna a una delle 3 unità comunali, corrispondenti agli ex comuni che adesso compongono l'attuale comune. In grasseto sono riportati i capoluoghi delle unità comunali.
| Comunità locale | Popolazione | Unità comunale   | Popolazione |
| --------------- | ----------- | ---------------- | ----------- |
| Kantanos        | 631         | Kantanos         | 1066        |
| Kakodikiou      | 226         | Kantanos         | 1066        |
| Plemeniana      | 209         | Kantanos         | 1066        |
| Paleochora      | 2033        | Pelekanos        | 3438        |
| Voutas          | 970         | Pelekanos        | 3438        |
| Sklavopoulas    | 321         | Pelekanos        | 3438        |
| Sarakinas       | 65          | Pelekanos        | 3438        |
| Vothianon       | 49          | Pelekanos        | 3438        |
| Epanohorio      | 347         | Selino orientale | 1141        |
| Sougia          | 333         | Selino orientale | 1141        |
| Rodovani        | 206         | Selino orientale | 1141        |
| Kampanos        | 107         | Selino orientale | 1141        |
| Skafi           | 76          | Selino orientale | 1141        |
| Temenia         | 72          | Selino orientale | 1141        |